# Autobahnkreuz Weinheim
Das Autobahnkreuz Weinheim (Abkürzung: AK Weinheim; Kurzform: Kreuz Weinheim) ist ein Autobahnkreuz in Baden-Württemberg, das sich in der Metropolregion Rhein-Neckar befindet. Hier kreuzt die Bundesautobahn 5 (Hattenbacher Dreieck – Frankfurt am Main – Basel) die Bundesautobahn 659, die im weiteren Verlauf in östlicher Richtung in die Bundesstraße 38 übergeht.

## Geographie
Das Kreuz liegt auf dem Gebiet der Stadt Weinheim. Es befindet sich etwa 65 km südlich von Frankfurt und etwa 10 km nordöstlich von Mannheim unweit der Landesgrenze von Baden-Württemberg und Hessen am Rande der Bergstraße, die sich von Heidelberg bis Darmstadt erstreckt. Umliegende größere Orte sind die Stadt Viernheim und die Gemeinde Heddesheim.
Das Autobahnkreuz Weinheim trägt auf der A 5 die Nummer 33, auf der A 659 die Nummer 1.

## Ausbauzustand
Die A 5 ist in diesem Bereich mit vier Fahrstreifen ausgestattet, die A 659 ebenso. Alle Überleitungen sind einstreifig.
Das Kreuz ist als Kleeblatt ausgeführt.

## Verkehrsaufkommen
| Von                 | Nach                     | Durchschnittliche tägliche Verkehrsstärke | Durchschnittliche tägliche Verkehrsstärke | Durchschnittliche tägliche Verkehrsstärke | Anteil Schwerlastverkehr | Anteil Schwerlastverkehr | Anteil Schwerlastverkehr |
| Von                 | Nach                     | 2005                                      | 2010                                      | 2015                                      | 2005                     | 2010                     | 2015                     |
| ------------------- | ------------------------ | ----------------------------------------- | ----------------------------------------- | ----------------------------------------- | ------------------------ | ------------------------ | ------------------------ |
| AS Hemsbach (A 5)   | AK Weinheim              | 77.000                                    | 79.400                                    | 72.100                                    | 11,9 %                   | 10,1 %                   | 11,2 %                   |
| AK Weinheim         | AS Hirschberg (A 5)      | 90.800                                    | 66.300                                    | 70.700                                    | 11,7 %                   | 11,8 %                   | 11,8 %                   |
| Autobahnende (B 38) | AK Weinheim              | 49.100                                    | 30.800                                    | 52.500                                    | 03,6 %                   | 04,3 %                   | 03,8 %                   |
| AK Weinheim         | AS Viernheim-Ost (A 659) | 62.800                                    | 44.800                                    | 51.900                                    | 16,7 %                   | 04,5 %                   | 04,8 %                   |